# Balthasar Siegel (Hauptmann)
Balthasar Siegel (begraben 6. Mai 1663 in Neudek) war Amtsschreiber und Amtshauptmann der czerninischen Herrschaft Neudek.

## Leben
Über Balthasar Siegels Herkunft ist nichts bekannt. Seit 1618 ist er in Neudek belegt, wo er seit 1622 als herrschaftlicher Amtsschreiber wirkte. Demnach stand er zunächst in den Diensten der verwitweten Gutsbesitzerin Freiin Anna Barbara Colonna von Fels. Ihr Sohn Johann Georg Colonna von Fels, späterer schwedischer Oberstleutnant und kursächsischer Kriegskommissar war der Taufpate und Namensgeber seines ältesten Sohnes Johann Georg Siegel. Während der Gegenreformation konvertierte Balthasar Siegel zum Katholizismus, um so der drohenden Amtsenthebung und Auswanderung zu entgehen. Er gehörte somit zu den wenigen, ursprünglich protestantischen Amtsträgern, die ihre Stellung auch nach dem  Dreißigjährigen Krieg behielten. Nach dem Ableben Georg Putz 1635 und Georg Zettel 1643 ernannte ihn der neue Gutsbesitzer Hermann Czernin von Chudenitz zum dritten czerninischen Hauptmann der Herrschaft Neudek. Er blieb in dieser Funktion ungefähr 19 Jahre, bis ihm 1662 der damalige Amtsschreiber Johann Schopf nachfolgte. Die 1656 im Auftrag des Grafen Humprecht Johann Czernin und seiner Frau Diana gegossene Glocke, im zum Kirchturm umgestalteten Bergfried der Burg Neudek, trägt u. a. Balthasar Siegels Namen, als damaliger Amtsträger:

„Humprecht Joan. Czernin des heil. römischen Reichs Graf von Chudenitz, Diana Maria Gräfin Czernin, geborene Markgräfin Hipolita v. Catoldo Anno 1656 Gott zu Lob und Maria der Jungfrau zu Ehren ist die Glocke gegossen worden. Georgis de Lanka Profess zu Plass Pfarrer, Balthasar Siegel Hauptmann, Lorenz Leypold, Christoph Wald, Erasmus Pecher, Barth. Leypold Bürgermeister; Benedict Link, Hans Schuster Kirchenvater, Melchior Mathäus Michelin Bürger zu Pilsen, goss mich im Jahre 1656.“

## Familie
Balthasar Siegel heiratete um 1623 mit Anna Maria (begraben 2. Februar 1661 in Neudek). Seine beiden Söhne bekleideten hohe Ämter im benachbarten Platten. Sein ältester Sohn war mit der Tochter des Bergmeisters von Platten Johann Löbel verheiratet: 
- Johann Georg (getauft 14. Dezember 1626 in Neudek; begraben 16. Februar 1658 in Platten),[6] seit 1654 kaiserlicher Waldheger, Förster und Zehenteinnehmer; ⚭ um 1650 Rosina Löbel
- Hans Adam (getauft 12. April 1638 in Neudek;[7] begraben 16. Januar 1679 in Platten),[8] seit 1658 kaiserlicher Waldförster, Bergschreiber und Organist; ⚭ um 1661 Anna Maria